# Многолетняя мерзлота

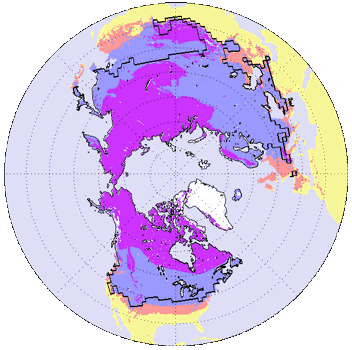
Обозначения:
фиолетовый — районы многолетней мерзлоты в Северном полушарии, синий — районы промерзания почвы более чем на 15 суток в году, оранжевый — районы промерзания почвы менее чем на 15 суток в году, сплошная линия — граница области сезонного снежного покрова

Многолетняя мерзлота (многолетняя криолитозона, «вечная мерзлота», многолетнемёрзлые породы) — часть криолитозоны, характеризующаяся отсутствием периодического протаивания. Под вечной мерзлотой понимают горные породы, которые имеют отрицательную температуру и содержат в составе лёд в течение минимум 2 лет. Большая часть сегодняшней вечной мерзлоты образовалась во время или после последнего ледникового периода 100 000—10 000 лет назад. Возраст самой древней приповерхностной вечной мерзлоты оценивается в 700 тысяч лет (расположена в округе Клондайк, территория Юкон, Канада).
Самый мощный слой вечной мерзлоты образовался в плейстоцене в Сибири и имеет глубину более 1500 м. Вечная мерзлота на Аляске и западной арктической Канаде обычно имеет толщину вплоть до 700 м. В то время как самая тонкая вечная мерзлота имеет вертикальную протяжённость менее метра. Почвы в районах вечной мерзлоты обычно состоят из двух слоёв: тонкого слоя глубиной до двух метров, который оттаивает летом и снова замерзает зимой (активный слой), и постоянно замороженного слоя вечной мерзлоты под ним.
С позднего плейстоцена до современного голоцена вечная мерзлота отступила с последнего максимума в 35 млн км². Оценки нынешней площади вечной мерзлоты разнятся. Большинство исследователей уверены, что она покрывает приблизительно 21—23 миллиона км² или 22—24 % площади суши Северного полушария. Однако во многих районах вечная мерзлота прерывиста или встречается спорадически (подстилает 10—90 % поверхности). Соответственно реальная площадь, подстилаемая вечной мерзлотой (область вечной мерзлоты), составляет приблизительно 14 миллионов км² (15 % от открытой поверхности суши в Северном полушарии). Вечная мерзлота расположена в арктических регионах Евразии (север Европы и значительные территории Сибири) и Северной Америки (Канада, Гренландия и Аляска, где почти 85 % штата находится на слое вечной мерзлоты). Она также встречается в высокогорных регионах, таких как Тибетском плато и Скалистые горы, и на дне Северного Ледовитого океана в виде подводной вечной мерзлоты. В южном полушарии вечная мерзлота встречается реже — в горных регионах, таких как южноамериканские Анды и новозеландские Южные Альпы, а также под Антарктидой. В континентальном масштабе двумя наиболее важными контролирующими переменными являются температура воздуха и зимний снегопад.
Потепление Арктики и другие последствия изменения климата приводят к таянию огромных участков вечной мерзлоты, создавая обратную связь, которая ускоряет глобальное потепление.
Вечная мерзлота состоит из горных пород, осадков и почвы с различным количеством льда, который действует как цемент и удерживает рыхлые осадки вместе. Когда этот грунтовый лёд тает, земля становится слабой и нестабильной. Это может привести к широкому спектру повреждений инфраструктуре и постройкам, расположенным на вечной мерзлоте.

## История

### Реликтовая вечная мерзлота
Последний холодный этап в истории Земли начался около 3 миллионов лет назад, и именно тогда могла образоваться первая вечная мерзлота. Однако поздний плиоцен и ранний плейстоцен характеризовались частым таянием и новым образованием мерзлоты. Только в среднем и позднем плейстоцене вечная мерзлота стала более устойчивой и широко распространённой. Во время последнего ледникового периода непрерывная вечная мерзлота покрывала всю свободную ото льда Европу на юг примерно до Сегеда (юго-восточная Венгрия) и Азовского моря (тогда суша), а также Китай на юг до Пекина. В Северной Америке пояс вечной мерзлоты существовал к югу от ледяного щита примерно на широте Нью-Джерси через южную Айову и северную часть Миссури. Последовавшее потепление привело к массовому таянию вечной мерзлоты, о чем свидетельствуют формы рельефа на больших территориях Европы, Азии и Америки.
Большая часть вечной мерзлоты образовалась во время холодных ледниковых периодов и сохранялась в течение более тёплых межледниковых периодов, включая голоцен (последние 10 000 лет). Так, относительно неглубокие слои вечной мерзлоты (от 30 до 70 метров) образовались во второй половине голоцена (последние 6000 лет), а некоторые — во время малого ледникового периода (от 400 до 150 лет назад). Исследования показали, что при оттаивании высокольдистых отложений и залежей подземных льдов, особенно в тёплый период оптимума голоцена около 4—8 тыс. лет назад, на Восточно-Европейской и Западно-Сибирской равнинах с поверхности образовалась толща талых пород толщиной от нескольких десятков до 200 метров и более. Однако ниже сохранились мёрзлые породы — так называемая реликтовая мерзлота, мощностью от 20 до 500 метров. Эти структуры были впервые описаны в 1957 году профессором Алексеем Земцовым в Западной Сибири.

### Первые упоминания и открытия
Вечномёрзлая почва впервые упоминается в 1598 году в Сибири. Одно из первых описаний многолетней мерзлоты было сделано русскими землепроходцами XVII века. Впервые на необычное состояние почвы обратил внимание казак Я. Святогоров, а более подробно его изучили первопроходцы из экспедиций, организованных Семёном Дежнёвым и Иваном Ребровым. В посланиях русскому царю землепроходцы засвидетельствовали наличие особых таёжных зон, где даже в самый разгар лета почва оттаивает, самое большее, на два аршина.
В XVIII и XIX веках несколько немецких учёных исследовали почти неизвестные территории Российской империи и в 1757 году впервые научно описали вечную мерзлоту. Информацию о находках исследователей Сибири публиковали на русском, немецком и французском языках, в основном в журналах Русского географического общества (Санкт-Петербург), в путевых заметках или в отдельных монографиях и главах книг. Западный мир впервые узнал о вечной мерзлоте в Сибири от Иоганна Георга Гмелина, который сообщил об обнаружении этого явления в Якутске. Но другие исследовали подвергли сомнению его находки, так как отказывались верить в наличие мерзлоты под растительным слоем. В результате находки Гмелина были надолго удалены из учебников.
В 1827 году были предприняты попытки раскопать вечномёрзлый грунт, чтобы достичь грунтовых вод. За 10 лет рабочим удалось раскопать до глубины 116,5 м. Шахта приобрела большое значение для учёных и дальнейших геокриологических исследований. Первые измерения температуры почвы были проведены в ней в апреле 1829 года немецким физиком Адольфом Эрманом и продолжались несколько десятилетий.
Между 1838 и 1843 годами исследователь Карл Эрнст фон Бэр собрал все доступные данные о мёрзлых грунтах в Сибири из опубликованных источников или из российских архивов. Он подготовил специальное исследование вечной мерзлоты, включив в него первую классификацию вечной мерзлоты и предложив регулярные наблюдения. Бэр также создал первую карту распространения вечной мерзлоты. Однако его исследование и карта не были опубликованы до 2000 года.
В рамках Международного полярного 1882 года проводились измерения температуры в активном приповерхностном слое на станции Сагастырь в дельте реки Лены и на Новой Земле. Наблюдения за температурой почвы включены в метеорологическую программу и осуществлялись регулярно на глубинах 0,4 м, 0,8 м и 1,6 м.
Во время исследований вечной мерзлоты на Быковском полуострове в 1799 году были обнаружены останки мамонта. В 1885—1886 годах экспедиция Петербургской академии наук на Новосибирские острова также обнаружила останки мамонтов в вечной мерзлоте. В 1901 году на берегу реки близ Среднеколымска был обнаружен первый целый шерстистый мамонт в вечной мерзлоте. Это событие увековечено стилизованным изображением красного мамонта на городском гербе.

### Систематические наблюдения

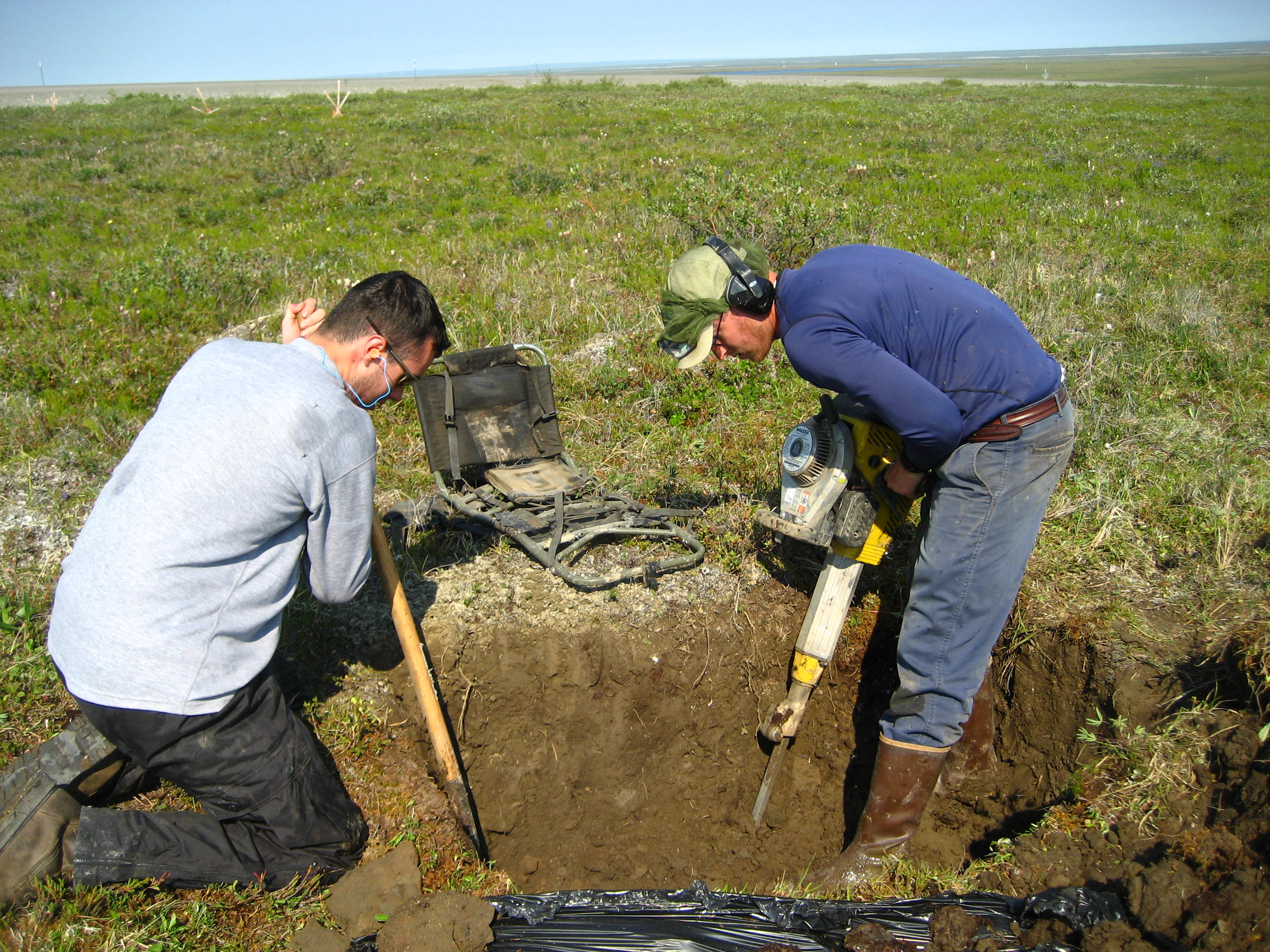
Раскопки вечной мерзлоты, богатой льдом, с помощью отбойного молотка на Аляске

Систематический мониторинг температуры вечной мерзлоты в России начался в 1950-х годах на гидрометеорологических станциях на глубине до 3,2 метров и в скважинах глубиной более 100 метров. В Северной Аляске температура вечной мерзлоты измерялась из глубоких скважин (обычно более 200 метров) с 1940-х годов и из неглубоких скважин (обычно менее 80 метров) с середины 1980-х годов. Примерно в это же время начали проводиться измерения в северной Канаде, а в 1990-х — в Европе. В 1999 году была создана Глобальная сеть мониторинга криолитозоны (GTN-P) в рамках Глобальной системы наблюдения за климатом и Глобальной системы наблюдения за сушей Всемирной метеорологической организации. К началу 2000-х годов в большинстве регионов, где проводились замеры, зафиксировано повышение температуры на 0,5—3 °C.
Содержание льда и температура вечной мерзлоты являются ключевыми параметрами, определяющими её физическое состояние. Учёные используют температуру вечной мерзлоты на глубине, где сезонные колебания прекращаются, как индикатор долгосрочных изменений и для оценки среднегодовой температуры грунта.

## Определение и характеристики

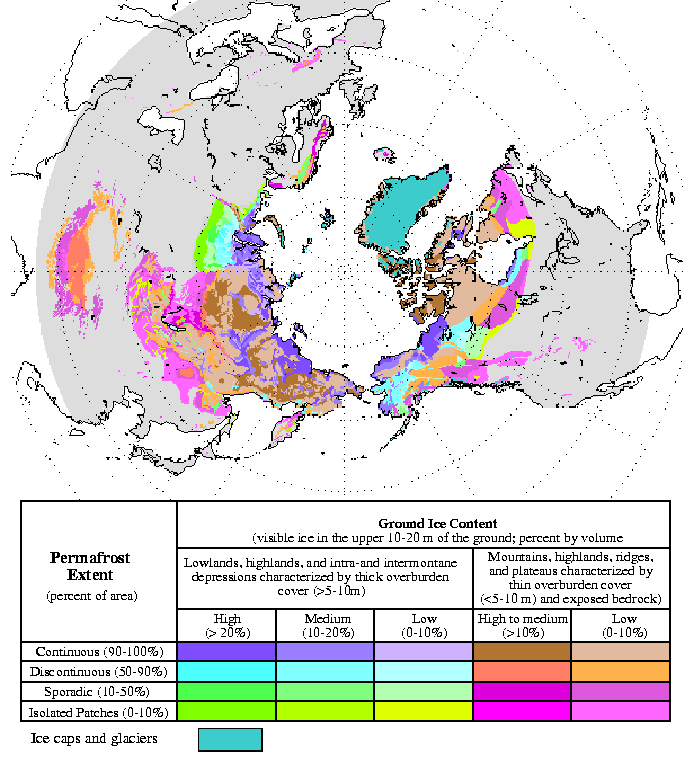
Протяжённость и виды вечной мерзлоты

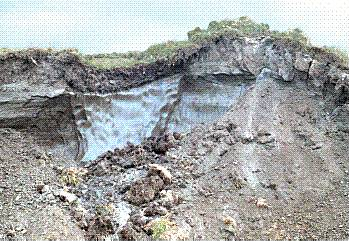
Ледяной клин вечной мерзлоты

Вечная мерзлота — это почва, скала или осадок, которые находятся в замороженном состоянии более двух лет подряд. Вечная мерзлота, или многолетнемёрзлый грунт, также может содержать большое количество льда. Термин «вечная мерзлота» обычно приписывается Симону Мюллеру (1945), который, по-видимому, придумал это название вместо более громоздких терминов, таких как «постоянно мёрзлая земля» или «постоянный мороз». В 1946 году американский геолог Кирк Брайан предложил термин «pergélisol», однако он не был широко принят, за исключением французской литературы.
Земля под ледяными щитами не считается вечной мерзлотой. Почвы, которые замерзают во время исключительно суровой зимы и сохраняются в течение 1 или 2 лет, называются «перелетками» и часто не классифицируются как вечная мерзлота. Если земля замерзает и оттаивает каждый год, она считается «сезонно замёрзшей».
Возраст конкретного месторождения вечной мерзлоты определяется как время, прошедшее с момента замерзания почвенной системы. Определить его зачастую сложно, поскольку оттаивание и замерзание могут происходить циклически с большими интервалами и разной частотой в различных регионах Земли. Самая древняя датированная вечная мерзлота образовалась 650—800 тысяч лет назад в Юконе в Канаде и Восточной Сибири (недалеко от деревни Батагай).
Вечная мерзлота является характерным фактором арктических и субарктических экосистем и определяет множество фундаментальных гидрологических и биогеохимических процессов.

### Тип покрытия
Сплошная (непрерывная) вечная мерзлота
Сплошная вечная мерзлота встречается преимущественно вблизи полюсов, где 90—100 % территории покрыто вечномёрзлой почвой. Северном полушарии южная граница сплошной вечной мерзлоты традиционно определяется среднегодовой изотермой −8 °C, что соответствует среднегодовой температуре воздуха. Среднегодовая температура грунта в этой зоне может варьироваться от более −1 °C в некоторых местах до −15 °C.
В этой зоне вечная мерзлота залегает под всей поверхностью, за исключением крупных рек и глубоких озёр. Большая часть сплошной вечной мерзлоты образовалась во время или до последнего ледникового периода, и её слои часто достигают толщины более 100 метров.
Прерывистая вечная мерзлота
Прерывистая вечная мерзлота встречается в более низких широтах по сравнению с сплошной мерзлотой. К ней относят зоны, где покрытие составляет от 50 % до 90 %. Например, на северных территориях с лесным покровом она обычно составляет менее 80 % поверхности.
Большая часть прерывистой вечной мерзлоты значительно моложе сплошной и образовалась в течение последних нескольких тысяч лет. В таких регионах слой вечной мерзлоты может простираться на глубину до 10 метров под поверхностью земли. Южная граница прерывистой мерзлоты близко соответствует среднегодовой изотерме −1 °C. Часто многолетнемёрзлый грунт на таких территориях теплее −5…−2 °C. В континентальных внутренних районах среднегодовая температура грунта на границах между сплошной и прерывистой вечной мерзлотой составляет около −5 °C, что примерно соответствует среднегодовой температуре воздуха −8 °C.
Прерывистая вечная мерзлота крайне уязвима к таянию. На Северо-Западе Канады к 2003 году протяжённость вечной мерзлоты сократилась примерно на 10—50 % за последние 50—60 лет. В Альберте и южных Северо-Западных территориях южная граница распространения вечной мерзлоты сместилась на север примерно на 120 километров за период с 1995 по 2021 годы. Кроме того, увеличение числа и площади лесных пожаров в Северном полушарии ускоряет темпы таяния вечной мерзлоты.
Спорадическая вечная мерзлота
Спорадическая вечная мерзлота характеризуется низким уровнем покрытия, составляющим менее 30 % регионов вечной мерзлоты. В таких зонах покрытие вечной мерзлоты варьируется от 10 % до 50 %, а также включает изолированные участки с покрытием менее 10 %. Распределение вечной мерзлоты в этих регионах является сложным и неоднородным.
Хотя предполагается, что большая часть подземного льда и органического материала в таких зонах находится близко к поверхности (менее 3 метров), существуют также глубокие резервуары льда. На прибрежной равнине Аляски установлено, что пористый лёд и сегрегированный подземный лёд составляют 41 % от объёма почвы на глубинах от 3 до 10 метров.

### Высокогорная вечная мерзлота

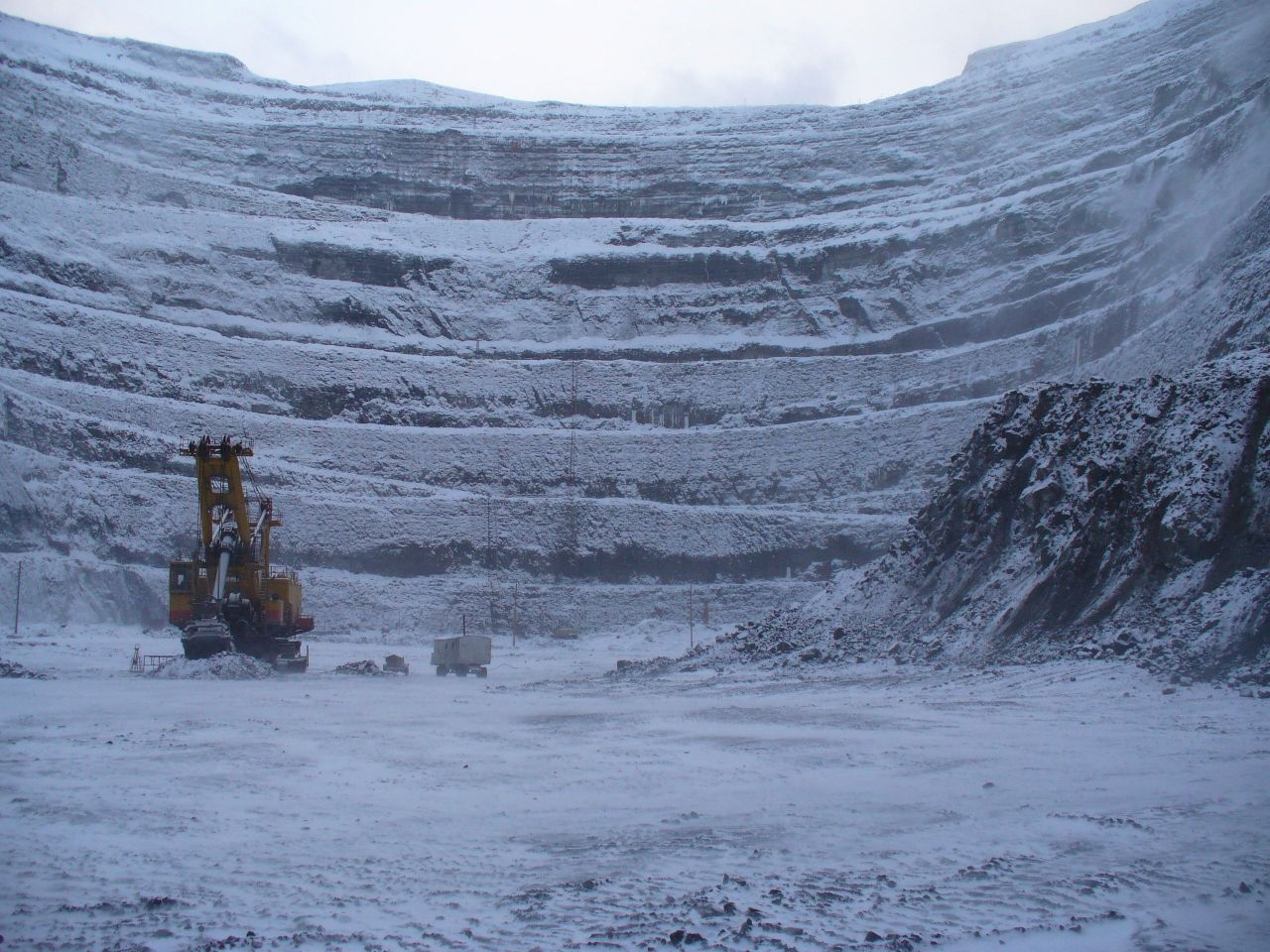
Карьер трубки «Удачная»

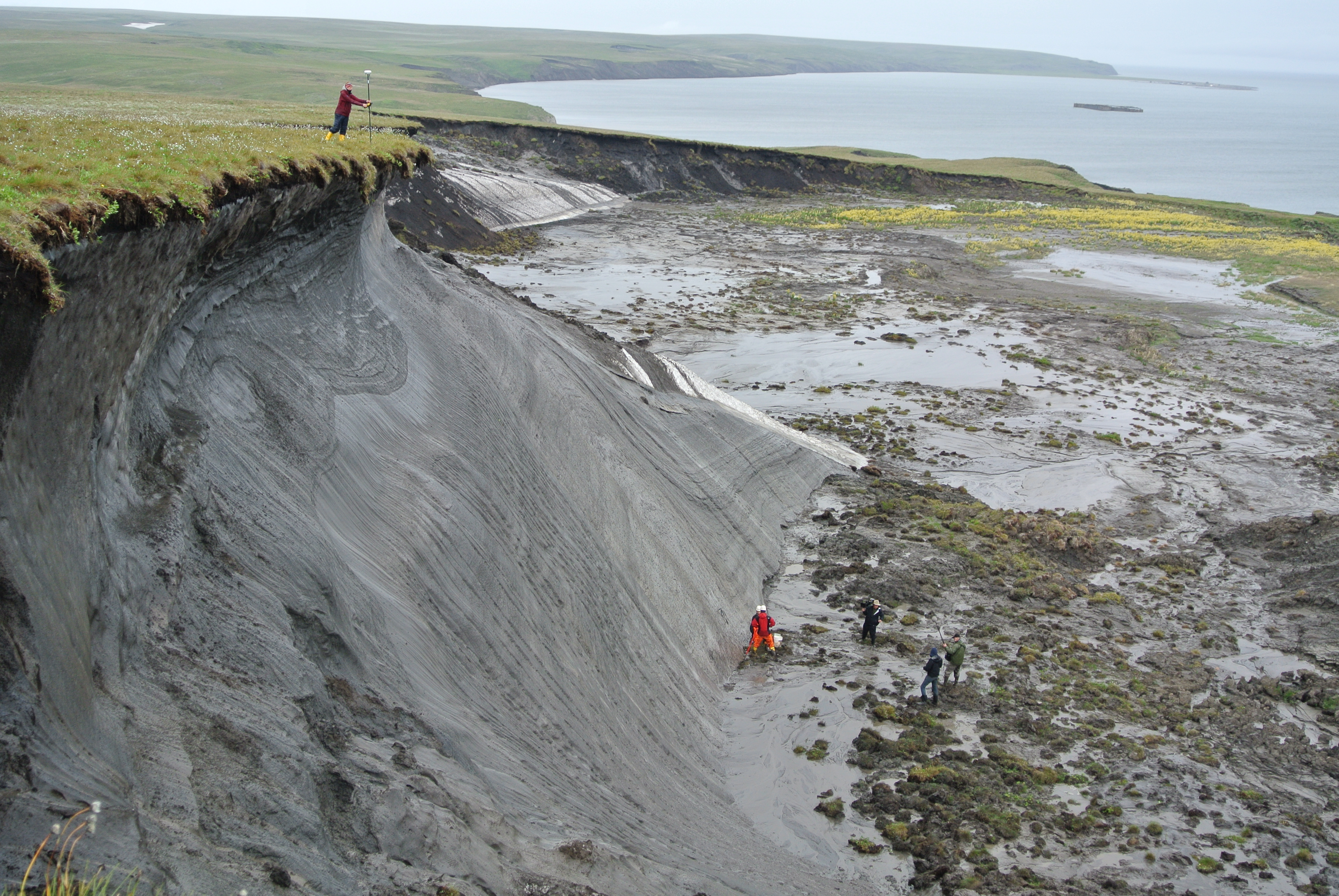
Таяние вечной мерзлоты на острове Хершел

Высокогорная вечная мерзлота, или альпийская вечная мерзлота, занимает около 3,5 миллионов км² по всему миру, из которых 70 % расположены в Центральной Азии. Вечная мерзлота на больших высотах обычно встречается там, где среднегодовая температура воздуха ниже −3 °C. Она часто располагается на высотах, где простираются ледники, и может находиться ниже линии деревьев в континентальных районах.
Распределение и характеристики вечной мерзлоты в горных регионах весьма неоднородны. Основные районы с горной вечной мерзлотой включают Гималаи в Азии, Альпы в Европе, Скалистые горы в Северной Америке и другие высокогорные хребты. Большая часть альпийской вечной мерзлоты сосредоточена на Тибетском плато, которое иногда называют «третьим полюсом» Земли.
Температура грунта высокогорной вечной мерзлоты сильно варьируется в зависимости от топографии, поверхностного покрова и других факторов. Обычно составляет несколько градусов ниже 0 °C. Например, в европейских Альпах среднегодовая температура грунта, измеренная в скважинах, обычно составляет от 0 °C до −3 °C. Но на очень больших высотах она может быть значительно ниже, достигая около −12 °C на Колле-Ньифетти в Швейцарии.
Альпийская вечная мерзлота особенно трудна для изучения, и её систематические исследования начались только в 1970-х годах. Распространение горной вечной мерзлоты обычно моделируется с использованием комбинации статистических методов и собранных данных, однако данные для отдельных горных систем остаются ограниченными. Например, в 2009 году учёный и исследователь Кенджи Йошикава обнаружил вечную мерзлоту на горе Килиманджаро в Танзании. К 2014 году было мало данных о распределении и характеристиках горной вечной мерзлоты в Андах.

### Подводная мерзлота

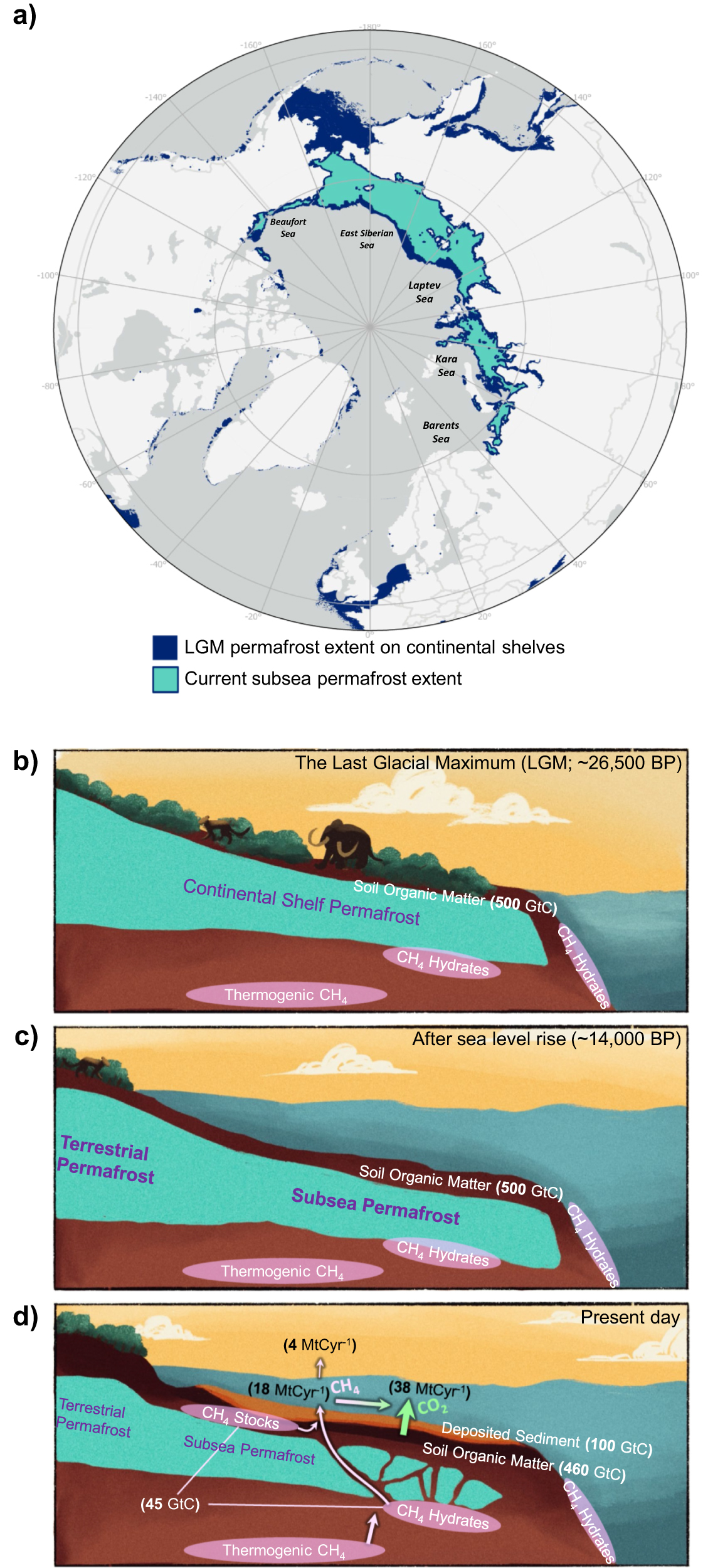
Изменения в распространении и структуре подводной вечной мерзлоты между последним ледниковым максимумом и современностью

Подводная мерзлота (также известная как морская мерзлота) представляет собой замёрзший грунт, расположенный под прибрежными морями в полярных и субполярных регионах. Эти участки менее изучены, но считается, что они образовались более 11 000 лет назад во время последнего ледникового периода. С таянием ледников уровень моря поднялся, и океаны покрыли более 3 миллионов км² вечной мерзлоты на суше. Подводная вечная мерзлота существует исключительно под Северным Ледовитым океаном и отсутствует в Южном полушарии. Толщина подводной вечной мерзлоты варьируется от нескольких десятков до примерно 800 метров в глубину.
Эксперты оценивают, что подводная область вечной мерзлоты содержит около 560 гигатонн углерода в органическом веществе и 45 гигатонн углерода в форме метана. По прогнозам, до 2100 года при потеплении на 3–12,6 °C относительно доиндустриального уровня может быть высвобождено до 100 гигатонн метана. Если потепление останется в пределах 2 °C, выбросы могут быть примерно на 30 % ниже.

## Структура и покрытие

### Активный слой
Активный слой — это верхняя поверхность вечной мерзлоты, которая оттаивает и замерзает в зависимости от сезона. Толщина активного слоя определяется температурой поверхности земли, тепловыми свойствами почвенных материалов и температурой в вечной мерзлоте. Обычно активный слой наиболее глубок в тёплых, сухих почвах или в коренных породах, особенно там, где среднегодовая температура вечной мерзлоты близка к 0 °C. Под бореальными лесами Северной Америки толщина активного слоя варьируется от 50 до 150 см.
Колебания температуры воздуха, изменения снежного покрова и осадков влияют на развитие активного слоя. Повышение летней температуры воздуха при увеличение высоты зимнего снежного покрова способствуют увеличению толщины активного слоя. Например, с 1956 по 1990 год на 25 российских станциях в районах с вечной мерзлотой активный слой углубился примерно на 21 см. К 2007 году в мире насчитывалось 125 станций, проводивших такие измерения в Арктике, Антарктике и нескольких горных хребтах средних широт.
В 2000 году средняя толщина активного слоя в северном полушарии составляла 127 см, к 2018 году — 145 см. В Северо-Восточной Сибири, на Аляске и в Гренландии средняя толщина активного слоя составляла около 50 см. Районы с толщиной активного слоя более 600 см в основном находятся на юге Норвегии и на Монгольском плато.

### Постоянно мёрзлая земля и типы
При образовании вечной мерзлоты сначала замерзает верхний слой, после чего замерзание распространяется вниз. Постоянно мёрзлая земля начинается на глубине от 0,6 до 4 метров и может простираться до базовой глубины, где геотермальное тепло Земли и среднегодовая температура поверхности достигают равновесной температуры 0 °C.
За один год вечная мерзлота может проникнуть на глубину 4,44 метра. Однако из-за изменений климата, геологических и антропогенных факторов глубина и залегание вечной мерзлоты могут со временем меняться. В северных бассейнах рек Лена и Яна в Сибири глубина вечной мерзлоты превышает 1400 метров и образовалась в плейстоцене. Вечная мерзлота на Аляске и в западной арктической Канаде достигает толщины до 700 метров, что связано с нарастанием вечной мерзлоты в плейстоцене в субаэральных условиях. Учёные установили, что скорость формирования вечной мерзлоты значительно замедляется после первых нескольких метров. Например, для формирования вечной мерзлоты, залегающей под заливом Прадхо на Аляске, потребовалось более полумиллиона лет.
С малым содержанием льда
При образовании вечной мерзлоты сначала замерзает верхний слой, после чего замерзание распространяется вниз. Обычно присутствует водяной лёд, но даже без воды скалы или почва могут замёрзнуть. Среднегодовая температура вечной мерзлоты с низким содержанием льда в основном зависит от высоты и экспозиции.
Богатая льдом зона
Зона, богатая льдом, обычно простирается более чем на метр ниже основания активного слоя. Такой тип в основном встречается у подножия склонов и может включать ледяные клинья, термокарстово-пещерный лёд, большой сегрегированный лёд, погребённый лёд и лёд пинго.
- Жильный лёд является основным типом массивного подземного льда. Полигоны жильного льда обнаружены практически на всех поверхностях вечной мерзлоты побережья моря Бофорта на Аляске[40]. Он образуется в основном из талой воды сезонного снежного покрова. Формирование ледяного клина в вечной мерзлоте происходит постепенно и может занять десятки и сотни лет. Процесс начинается зимой, когда холодный воздух и температура земли вызывают сжатие почвы и её трещание в полигональном узоре. Весной и летом эти миллиметровые трещины заполняются талой водой, смешанной с небольшим количеством почвы и воздуха. Этот процесс продолжается почти ежегодно в течение столетий или тысячелетий, приводя к образованию сотен или тысяч вертикальных слоёв льда, которые могут достигать 10—15 м[19][39][41][42].
- Поровый лёд заполняет или частично заполняет поровые пространства в земле, образуется путём замерзания поровой воды на месте без добавления внешней воды[43].
- Сегрегированный лёд включает ледяные плёнки, швы, линзы, стручки или слои, обычно толщиной от 0,15 до 13 см, которые растут в земле, втягивая воду по мере замерзания[44].
- Лёд пинго прозрачный или относительно прозрачный, встречается в вечной мерзлоте более или менее горизонтально или в виде линзовидных масс. Открытые системы пинго развиваются, когда грунтовые воды, стекающие вниз через проницаемые почвы, выталкиваются на поверхность под действием артезианского давления и замерзают, образуя ледяную линзу. Закрытые системы формируются, когда вода, заключённая в незамерзшем материале внутри вечной мерзлоты (так называемый талик), замерзает, образуя ледяную линзу. Пинго могут достигать диаметра до 500 метров и высоты до 50 метров[45].
- Термокарстовый пещерный лёд образуется в результате термической эрозии, когда поверхностная вода вертикально мигрирует вниз в землю и вдоль ледяного клина[39].
- Погребённый лёд в вечной мерзлоте включает морской, озёрный и речной лёд, перекристаллизованный снег, а также погребённые блоки ледникового льда в климате вечной мерзлоты[46]. Погребение ледникового льда может происходить в результате: накопления речных, озёрных, эоловых или склоновых отложений на поверхности льда; гляциотектонических процессов; образования изолирующего покрова надледникового таяния тилля[47].
- Игольчатый лёд состоит из групп узких ледяных полос длиной до нескольких сантиметров. Обычно они образуются во влажных почвах, когда температура опускается ниже нуля в течение ночи. Игольчатый лёд играет активную роль в разрыхлении почвы для эрозии и имеет тенденцию перемещать небольшие камни вверх к поверхности почвы. На наклонных поверхностях игольчатый лёд также может усиливать ползучесть почвы, перемещая частицы почвы под прямым углом к уклону[48].

Самое высокое содержание льда обнаружено на торфяных низменностях Арктики и вдоль крупных речных бассейнов. Низкое содержание льда характерно для горных районов и спорадических изолированных регионов вечной мерзлоты.
Когда лёд тает из-за потепления или возмущения, земля становится нестабильной, что угрожает инфраструктуре, водным ресурсам и экосистемам.
Массивный подземный лёд
Массивный подземный лёд — термин, используемый для описания больших масс подземного льда, включая ледяные клинья, лёд пинго, погребённый лёд и большие ледяные линзы. Массивные ледяные пласты обычно имеют содержание льда не менее 250 % по весу льда к сухой почве, минимальную толщину не менее 2 метров и диаметр не менее 10 метров. Крупные пластовые тела массивного подземного льда часто располагаются на территориях, ранее покрытых ледниками, вблизи максимальных границ ледниковых покровов или в местах их отступления. Например, региональное картирование термокарстовой местности в западной части арктической Канады показало, что места, затронутые оползнями к 2017 году, определяют максимальные и отступающие положения Лаврентийского ледникового щита. Также пластовые массивные тела могут образовываться при захоронении ледникового льда изолирующим покрытием абляционного тилля, превышающего активный слой, а также при замерзании талой ледниковой воды на месте.
Такой лёд отличается от глубинного ледникового льда, который образуется путём постепенного уплотнения и перекристаллизации снега, процесса, называемого фирнификацией, и имеет низкое содержание обломков. Базальный лёд обладает отличительными физическими и химическими характеристиками и содержит значительно больше обломков, чем внутриледниковый лёд.
Индикаторы избыточного подземного льда включают акградационные формы рельефа, такие как пальсы, и деградационные особенности, такие как термокарстовые озёра, проталины и ледяные клинья.

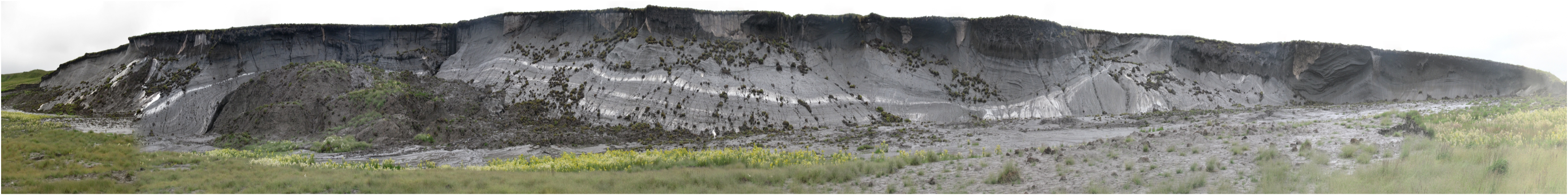
Отвесная стена, образовавшаяся в результате таяния ледника, находится на южном побережье острова Хершел и имеет размеры около 22 метров в высоту и 1300 метров в длину.

## Формы рельефа

### Образованные при формировании вечной мерзлоты
Вечная мерзлота существенно влияет на рельеф местности, поскольку вода и лёд обладают разной плотностью, что приводит к деформациям при замерзании и оттаивании пород. Процессы вечной мерзлоты, такие как тепловое сжатие, образующее трещины и ледяные клинья, а также солифлюкция (постепенное движение почвы вниз по склону из-за многократного замерзания и оттаивания), часто создают наземные полигоны, кольца, ступени и другие узорчатые формы почвы в арктических, перигляциальных и альпийских районах.
- Пучение: Наиболее распространённый тип деформации, при котором увеличивается объём воды при замерзании, образуя пучковые бугры. Обычно они не превышают высоту 2 метров, но в торфяной тундре могут называться торфяными буграми и достигать высоты от 3 до 7 метров. В вершинах пучковые бугры часто разбиты радиальными морозобойными трещинами. Торфяные бугры могут образовывать группы или встречаться в одиночку, а между ними часто располагаются извилистые болотистые каналы[55].
- Палсы: Низкие вечномёрзлые холмы с сердцевиной из слоистого сегрегированного льда и торфа. Обычно они имеют высоту от 1 до 7 метров, ширину от 10 до 30 метров и длину от 15 до 150 метров. Палсы наиболее распространены на южной окраине прерывистой зоны вечной мерзлоты. Они образуются, когда области с уменьшенным снежным покровом позволяют морозу проникать глубже в незамёрзшее торфяное болото, замораживая воду в торфе и создавая начальный слой льда. Со временем этот слой увеличивается по мере миграции воды под давлением из замёрзших частей торфа на поверхность растущей ледяной массы[48].
- Каменные кольца: Часто встречаются каменные кольца с поперечником 1—2 метра и центральными выпуклыми участками мелкозёма, окружёнными каменным бордюром шириной 30-50 сантиметров[55].
- Талики: Локализованные незамёрзшие слои или талики располагаются сверху, снизу или внутри масс вечной мерзлоты. В районах непрерывной вечной мерзлоты талики часто встречаются под озёрами из-за способности воды хранить и передавать тепловую энергию. Вертикальная протяжённость таликов под озёрами связана с глубиной и объёмом водоёма. Большие водоёмы могут хранить и передавать больше тепловой энергии вниз. Закрытые талики — это незамёрзшая почва, обнаруженная внутри массы вечной мерзлоты, образующаяся, когда озёра заполняются осадками и превращаются в болота[48].
- Холмы пинго: Круглые холмы с ледяным ядром высотой от 3 до 70 метров и диаметром от 30 до 1000 метров. Иногда их кратеры заполняются водой, образуя озёра. Лёд в ядре пинго накапливается из-за криостатического давления и артезианского потока грунтовых вод. Развитие криостатического пинго начинается с озёра без вечной мерзлоты под ним (талик). Затем озеро постепенно заполняется осадком, а вечномерзлота изолирует оставшуюся воду в озёрных отложениях. Продолжающееся внутреннее и нисходящее замерзание старых озёрных отложений создаёт достаточное давление для перемещения поровой воды вверх. Некоторые пинго продолжают активно расти с темпами до 1,5 метра в год. Датирование показало, что они обычно моложе 10 000 лет, а многие мелкие пинго в Арктике имеют возраст менее нескольких сотен лет. Учёные подсчитали, что в перигляциальных районах Северного полушария существует несколько тысяч таких пинго[48].

Процесс формирования
В тёплое время года перемещение масс является обычным явлением в перигляциальных средах. Среди процессов выделяют:
- Солюфикация: Медленное сползание масс вниз по склону почвы и осадков, насыщенных водой. Этот процесс может происходить на очень мелких уклонах[48].
- Гелифлюкция: Форма солифлюкции, при которой движущиеся материалы скользят по скользкому слою вечной мерзлоты[48].
- Ползучесть льда: Медленное движение почвы и осадков вниз по склону из-за вспучивания и таяния мороза. При таянии лёд превращается в воду, а сжатие поверхности опускает почву[48].
- Экстремальные колебания температуры: Могут вызвать растрескивание скальных пород вдоль естественных плоскостей напластования и соединений, что приводит к камнепадам. Это происходит из-за морозного расклинивания и выветривания под воздействием солнечного света[48].

### Термокарст
Потепление климата и нарушение температурного режима грунтов из-за вырубки леса и строительства могут привести к таянию участков вечной мерзлоты, вызывая просадки грунта, образование воронок и подземных полостей, похожих на карстовые формы. Развитие термокарста является одним из наиболее очевидных последствий деградации вечной мерзлоты. Это явление проявляется в виде карстоподобных топографических особенностей, образующихся в результате таяния подземного льда и последующего проседания поверхности земли.
- Термокарстовые валы и бугры: Образуются из-за неравномерного таяния подземного льда, создавая неровности на поверхности.
- Термокарстовое проседание: Приводит к образованию талых депрессий и талых озёр. С начала Малого ледникового периода более 40 % региона вечной мерзлоты подверглось термокарстовому проседанию[56].
- Термокарстовые озёра и осушенные озёрные бассейны: Широко распространены в арктических и субарктических вечномёрзлых низменностях с богатыми льдом отложениями. Например, почти 80 % современного термокарста в северном Квебеке образовалось с 1950-х годов. Проведённая в 2016 году оценка термокарста показала, что около 20 % северного региона вечной мерзлоты покрыто термокарстовыми ландшафтами[57].

Формы рельефа в зонах с вечной мерзлотой
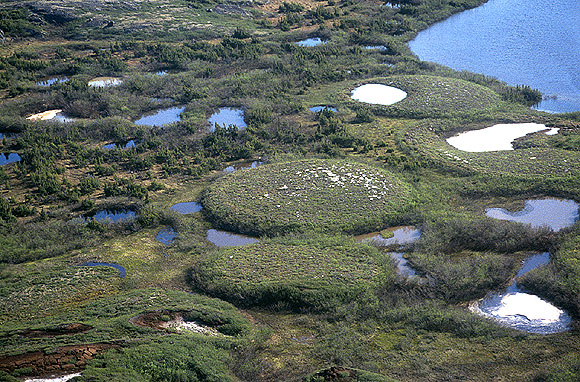
Группа хорошо развитых пальс, вид сверху
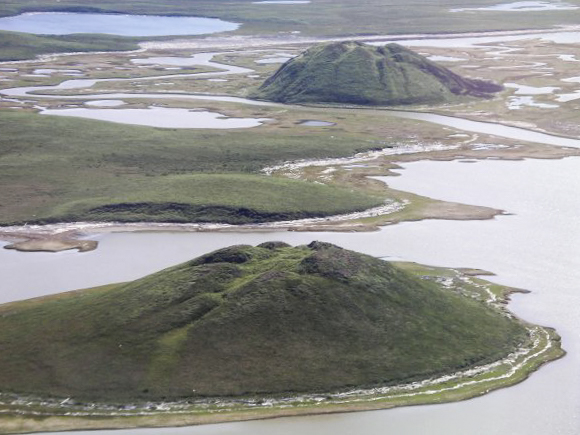
Пинго около Тактояктук, Северо-Западные территории, Канада
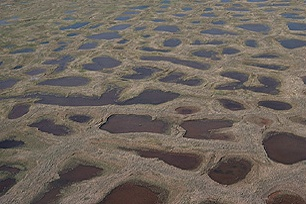
Полигональный рельеф в регионах вечной мерзлоты
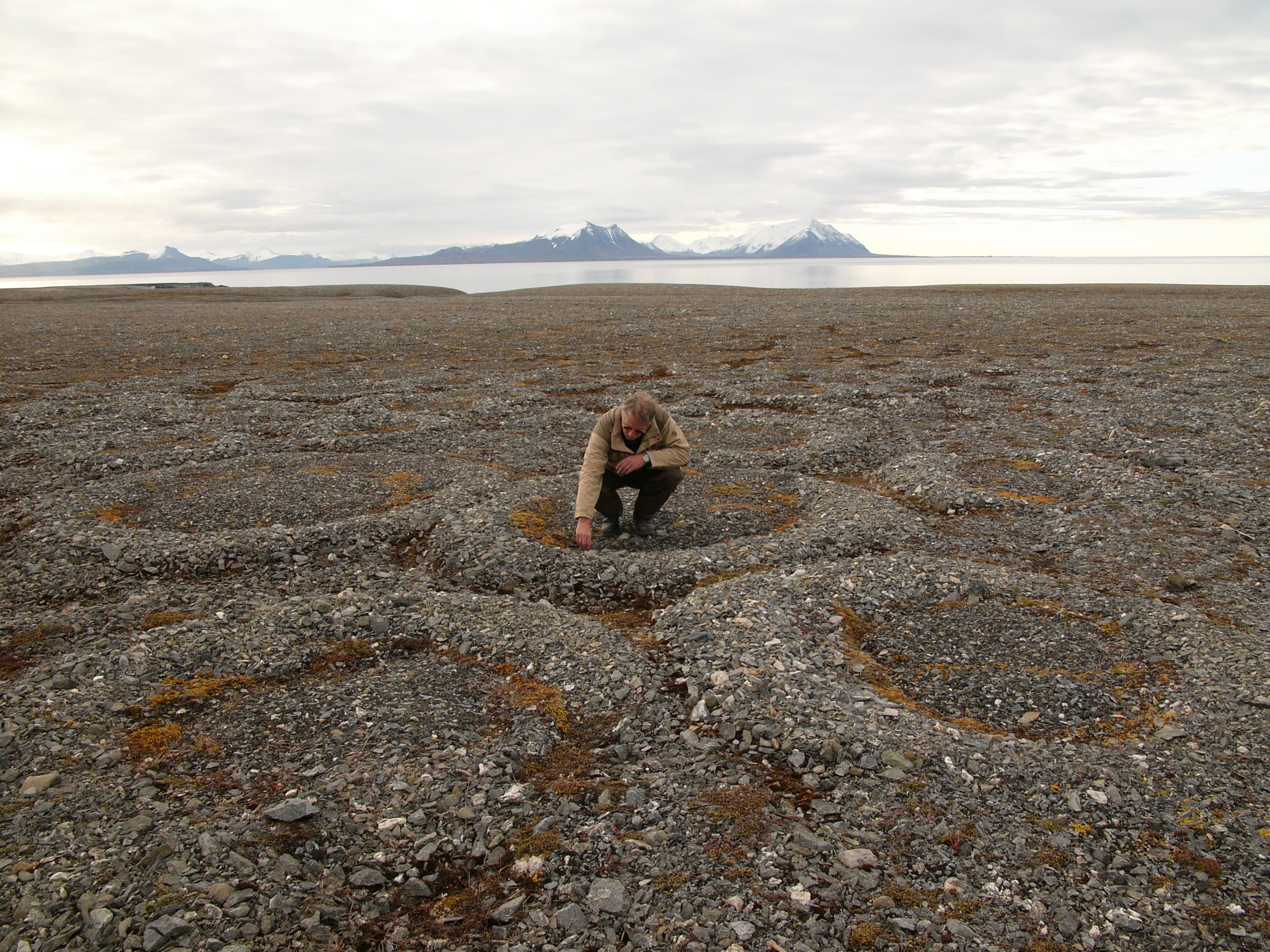
Каменные кольца вечной мерзлоты — регион Шпицберген
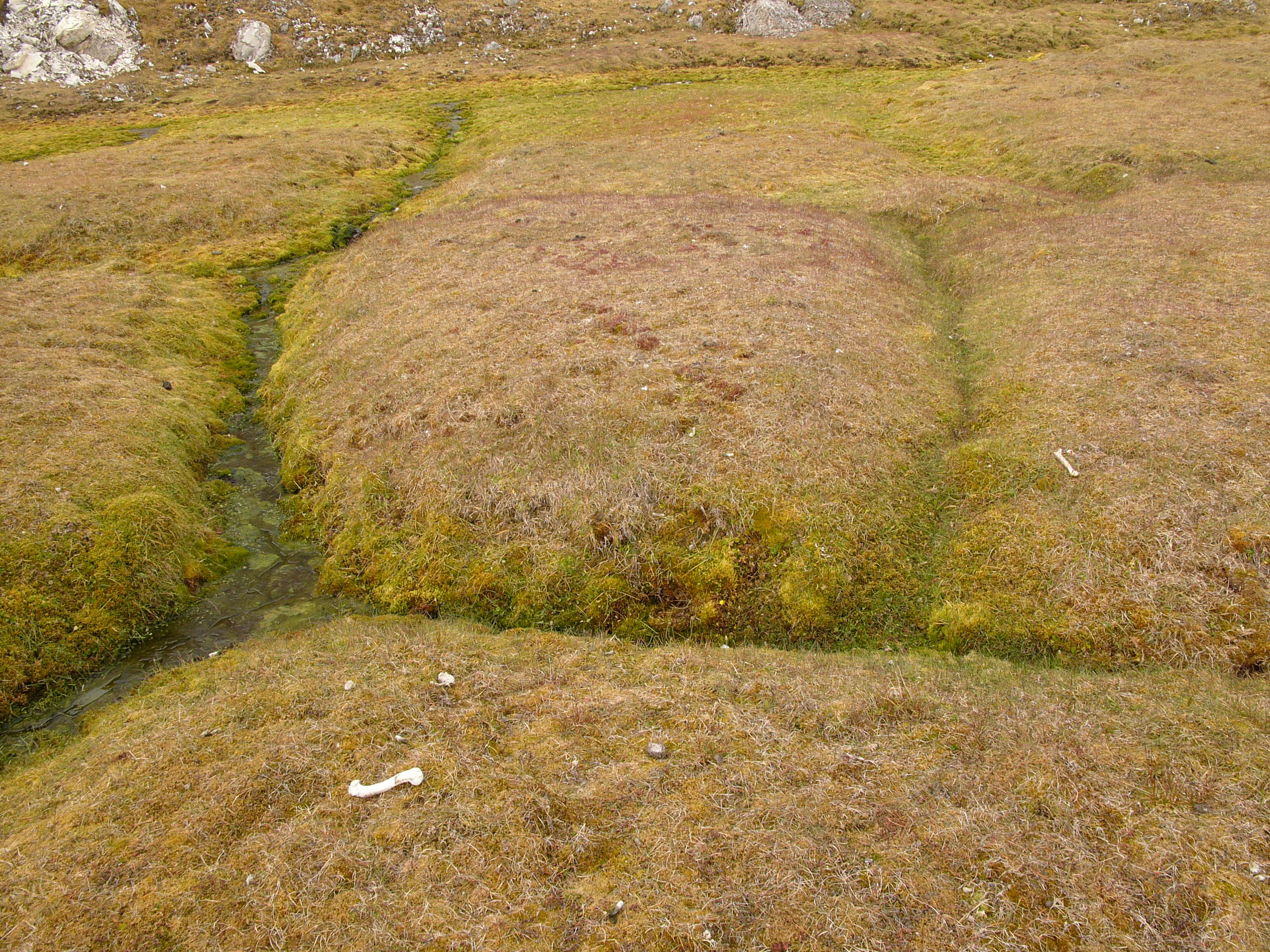
Ледяной клин, вид сверху, Шпицберген/Свальбард

## Распространённость
Согласно большинству оценок, вечная мерзлота покрывает приблизительно 21—22,8 миллиона  км² или около 22 % поверхности суши в Северном полушарии. Она встречается от 20° до 90° с. ш. в района — Гренландия, американский штат Аляска, Канада, Россия, Китай и Северная Европа. К этим оценкам относят общую площадь всех зон вечной мерзлоты (сплошная, прерывистая, спорадическая и изолированная). Однако, поскольку не во всех этих зонах вечная мерзлота непрерывна, фактическая территория непосредственно вечной мерзлоты, по некоторым оценкам, составляет только 15 % площади суши в Северном полушарии и 0,5—0,6 % в Южном.
Вечная мерзлота является продуктом климатических условий. Её распределение в первую очередь зависит от среднегодовой температуры воздуха и годового количества осадков. В результате вечная мерзлота встречается в относительно высоких широтах и на больших высотах. На западе Северной Америки вечная мерзлота встречается в более южных широтах, чем в западной Евразии, поскольку Кордильеры блокируют погодные системы, возникающие в Тихом океане, создавая более суровый климат внутри континента. На Аляске вечная мерзлота занимает около 85 % территории, а в Канаде — примерно 55 %. В России около 60—65 % территории покрыто вечной мерзлотой.

### Смещение границ
С началом XXI века учёные всё чаще сообщают об изменениях границ вечной мерзлоты, наблюдая её смещение на север или повышение над уровнем моря. Учёные Национального центра данных по снегу и льду (NSIDC) оценили, что к 2018 году в Северном полушарии площадь мёрзлой почвы сократилась на 10 % по сравнению с началом 1900-х годов.
Потепление вечной мерзлоты с момента индустриализации произошло преимущественно в трёх «горячих точках»: на северо-востоке Канады, в северной Аляске и, в меньшей степени, в Западной Сибири. На Аляске, где толщина вечной мерзлоты составляет около 50—60 метров, базальное таяние составляло в среднем 0,04 метра в год.
Также сообщалось о таянии высокогорной вечной мерзлоты. В частности, с 1975 по 2002 год нижняя граница вечной мерзлоты на северных склонах гор Куньлунь сдвинулась вверх примерно на 25 метров. За тот же период на Тибетском плато площадь некоторых островов вечной мерзлоты сократилась примерно на 36 %. На протяжении тридцати лет таяние в основании вечной мерзлоты (базальное таяние) Тибетского плато происходило со скоростью от 0,01 до 0,02 метра в год в вечной мерзлоте толщиной менее 100 метров.
Южная граница вечной мерзлоты перемещается на север нерегулярно и регулируется локализованными факторами, включая распределение торфяников, влажность почвы, характер растительности и снежный покров. Перемещение границы между спорадическими и прерывистыми зонами вечной мерзлоты значительно регулируется развитием и протяжённостью открытых таликов. В районах богатой льдом вечной мерзлоты южная граница сплошной зоны вечной мерзлоты остаётся относительно стабильной, поскольку полное исчезновение вечной мерзлоты может занять от столетий до тысячелетий, что затрудняет определение географических изменений.
Исследование, опубликованное в журнале Nature Climate Change в 2017 году, показало, что с каждым дополнительным градусом потепления может исчезнуть около 3,9 миллиона км² вечной мерзлоты. Даже если цель  Парижского соглашения — ограничение потепления до 1,5–2 °C выше доиндустриального уровня — будет достигнута, потери вечной мерзлоты могут превысить 5,7 миллиона км². При потеплении на 6 °C от доиндустриального уровня на Земле останется максимум около 1,5 миллиона км² вечной мерзлоты.

## Таяние
| Регион                                                          | Глубина (м) | Период записи                      | Изменение температуры вечной мерзлоты (°C) |
| --------------------------------------------------------------- | ----------- | ---------------------------------- | ------------------------------------------ |
| Соединённые Штаты, Северная Аляска                              | ~1          | 1910—1980-е годы                   | 2—4                                        |
| Соединённые Штаты, Северная Аляска                              | 20          | 1983—2003                          | 2—3                                        |
| Соединённые Штаты, Внутренняя часть Аляски                      | 20          | 1983—2003                          | 0,5—1,5                                    |
| Канада, Тревога, Нунавут                                        | 15          | 1995—2000                          | 0,8                                        |
| Канада, Северная часть долины Маккензи                          | 20—30       | 1990—2002                          | 0,3—0,8                                    |
| Канада, Центральная долина Маккензи                             | 10—20       | Середина 1980-х — 2003             | 0,5                                        |
| Канада, Южная часть долины Маккензи и территория Южный Юкон     | ~20         | Середина 1980-х — 2003             | 0                                          |
| Канада, Северный Квебек                                         | 10          | Конец 1980-х — середина 1990-х гг. | < −1                                       |
| Канада, Северный Квебек                                         | 10          | 1996—2001                          | 1,0                                        |
| Канада, Лейк-Хейзен                                             | 2,5         | 1994—2000                          | 1,0                                        |
| Канада, Икалуит, Восточно-Канадская Арктика                     | 5           | 1993—2000                          | 2,0                                        |
| Россия, Восточная Сибирь                                        | 1,6—3,2     | 1960-2002                          | ~1,3                                       |
| Россия, Север Западной Сибири                                   | 10          | 1980-1990                          | 0,3—0,7                                    |
| Россия, Европейский север России, зона сплошной вечной мерзлоты | 6           | 1973—1992                          | 1,6—2,8                                    |
| Россия, Север Европейской России                                | 6           | 1970—1995                          | 1,2—2,8                                    |
| Европа, Юввасшё, Южная Норвегия                                 | ~3          | Последние 30—40 лет                | 0,5—1,0                                    |
| Европа, Янссонхауген, Шпицберген                                | ~2          | Последние 60—80 лет                | 1—2                                        |
| Европа, Мюртель-Корвач                                          | 11,5        | 1987—2001                          | 1,0                                        |
| Китай, Тибетское нагорье                                        | ~10         | 1970-е — 1990-е годы               | 0,2—0,5                                    |
| Китай, Шоссе Цинхай-Сицзан                                      | 3—5         | 1995—2002                          | До 0,5                                     |
| Китай, Горы Тянь-Шань                                           | 16—20       | 1973—2002                          | 0,2—0,4                                    |
| Китай, Горы Да Хинган, Северо-Восточный Китай                   | ~2          | 1978—1991                          | 0,7—1,5                                    |

### Скорость
В глобальном масштабе вечная мерзлота нагрелась примерно на 0,3 °C в период с 2007 по 2016 год, при этом более сильное потепление наблюдалось в зоне непрерывной вечной мерзлоты по сравнению с прерывистой зоной. В некоторых районах Северной Аляски потепление составило до 3 °C, а в некоторых частях Европейского Севера России — до 2 °C за период с 1970 по 2020 годы.
Температура вечной мерзлоты повысилась в большинстве регионов с начала 1980-х годов в ответ на повышение температуры поверхности и изменение снежного покрова из-за потепления, вызванного деятельностью человека. В период с 1921 по 2005 год в Северном полушарии площадь приповерхностной вечной мерзлоты сокращалась примерно на 209 тысяч км² за десятилетие, что немногим больше площади Белоруссии.
В некоторых регионах деградация вечной мерзлоты может происходить без заметного повышения температуры воздуха или значительных изменений климата, что указывает на влияние антропогенных факторов. Например, в Норильске состояние вечной мерзлоты ухудшается под воздействием шламовых и шлаковых отвалов, золо- и хвостохранилищ, а также отстойников очистных сооружений. Это приводит к повышению теплопроводности грунтов из-за выпадения «кислотных» дождей и увеличения техногенной засолённости пород, что позволяет теплу летом проникать глубже в землю.
Толщина активного слоя увеличивалась в Европейской и Российской Арктике в течение XXI века, а также в высокогорных районах Европы и Азии с 1990-х годов. В среднем толщина росла на ~0,65 сантиметра ежегодно. Протяжённость подводной вечной мерзлоты уменьшается; по состоянию на 2019 год около 97 % вечной мерзлоты под арктическими шельфовыми льдами становится теплее и тоньше.
В начале столетия президент России Владимир Путин преуменьшал риски изменения климата, утверждая, что глобальное потепление может иметь некоторые положительные эффекты, такие как снижение затрат на зимнюю одежду. Однако к концу 2010-х годов он начал призывать к более решительным действиям против таяния вечной мерзлоты и других климатических угроз. Например, летом 2020 года в Сибири наблюдалась рекордная волна тепла, во время которой температура достигла 38 °C, что является самой высокой когда-либо зарегистрированной температурой за Полярным кругом. В том же году беспрецедентные арктические лесные пожары высвободили на 35 % больше CO2, чем в 2019 году — предыдущий рекорд выбросов от арктических лесных пожаров с 2003 года)

### Высвобождение углерода и ускоренное нагревание мерзлоты
Углеродный цикл вечной мерзлоты
Цикл углерода вечной мерзлоты, или арктический цикл углерода, является частью более крупного глобального углеродного цикла. Он включает перенос углерода из вечной мерзлоты в растительность и микроорганизмы, затем в атмосферу, обратно в растительность и, наконец, возвращение в вечную мерзлоту. Поскольку вечная мерзлота медленно реагирует на изменения климата, хранение углерода в ней позволяет удалять углерод из атмосферы на длительные периоды времени. Методы радиоуглеродного датирования показывают, что углерод в вечной мерзлоте часто хранится там  тысячи лет. Однако с таянием вечной мерзлоты из-за глобального потепления замороженное органическое вещество начинает разлагаться, увеличивая выбросы в атмосферу ещё более мощного парникового газа — метана (CH₄).
В высокоширотных регионах Земли температура повышалась на 0,6 °C за десятилетие, что в два раза быстрее, чем в среднем по миру. В результате таяния мёрзлой почвы значительные количества органического углерода подвергаются разложению почвенными микробами. Точное количество углерода, которое будет высвобождаться из-за потепления в данной зоне вечной мерзлоты, зависит от глубины оттаивания, содержания углерода в оттаявшей почве, физических изменений в окружающей среде, а также микробной и растительной активности в почве.
По разным оценкам, в северном циркумполярном регионе вечная мерзлота содержит органическое вещество, эквивалентное 1400—1700 миллиардам тонн чистого углерода, что в два раза больше, чем углерода в атмосфере Земли, и составляет почти половину всего углерода в почвах. Это примерно в 51 раз больше, чем количество углерода, выброшенного при сжигании ископаемого топлива в 2019 году. Антропогенное потепление грозит выбросом неизвестного количества этого углерода, что усугубит потепление через так называемую обратную связь углерода вечной мерзлоты. Попав в атмосферу, он может ещё больше нагреть её. Положительная обратная связь усиливается из-за растущей частоты и интенсивности арктических и бореальных лесных пожаров, которые выбрасывают большие объёмы углерода как непосредственно в результате сгорания, так и косвенно.
Оценки содержания углерода в приповерхностных зонах разнятся, хотя известно, что они содержат большую часть запасов. По одним подсчётам, на глубине от 0 до 3 м содержится 1035 ± 150 гигатонн углерода, но ряд оценок сходится в том, что вечная мерзлота на глубине до 1 м включает 1220—1500 гигатонн углерода. Сила обратной связи, которую эти запасы окажут на климат, зависит от распределения углерода в регионах вечной мерзлоты и скорости его высвобождения (таяния), а также от микробной и растительной активности в почве.
Большинство моделей учитывают только постепенное оттаивание сверху вниз, однако оценки 2024 года показывают, что резкое оттаивание и обрушение почвы может удвоить выброс углерода из вечной мерзлоты.
В целом, ожидается, что объём вечной мерзлоты в верхних 3 м земли уменьшится примерно на 25 % при глобальном потеплении на 1 °C. По отдельным прогнозам 2005 года до 90 % приповерхностной арктической вечной мерзлоты может растаять к 2100 году, что может привести к увеличению содержания CO2 в атмосфере примерно на 25—50 ppm.
Модели показывают, что к концу XXI века в зависимости от уровня выбросов парниковых газов площадь вечной мерзлоты у поверхности сократится на 37—81 %. При устойчивом потеплении на 1,5—2 °C ожидается сокращение на 5—20 %, а объём вечной мерзлоты в верхних 3 метрах почв сократится на 50 % по сравнению с 1995—2014 годами. При устойчивом потеплении на 2—3 °C объём вечной мерзлоты в верхних 3 метрах сократится на 75 % по сравнению с тем же периодом, при 3—5 °C — на 90 %.
По оценкам исследования 2015 года, опубликованного в журнале Nature, до 92 миллиардов тонн углерода могут высвободиться до 2100 года, что составляет 20 % всех мировых выбросов углерода с начала промышленной революции. Более поздние прогнозы предполагают, что при потеплении более чем на 4 °C выбросы CO₂ и CH₄ от таяния вечной мерзлоты по всему Арктическому региону могут освободить от 5 до 15 % от всех запасов углерода в вечной мерзлоте к концу столетия или  67—237  Гт углерода что соответствует примерно 0,5—2 Гт в год. По другим данным, кумулятивный эффект (включая CO₂ и CH₄) к 2100 году составит 400—500 гигатонн эквивалента CO₂ (для сравнения в 2023 году все выбросы человечества составляли почти 53 млрд тонн). Этот уровень признан заметным ускорителем изменения климата. Из всего потока парниковых газов, освобождающегося при таянии вечной мерзлоты, именно метан даст от 40 до 70 % дополнительного «парникового» или «радиационного» (теплового) эффекта. Хотя метан распадается в атмосфере в зависимости от условий в пределах одного-двух десятилетий, его потенциал как парникового газа за 20-летний период  примерно в 80 раз выше, чем у CO₂, и примерно в 28 раз выше за 100-летний период.
| Сценарий                                                    | Температурный пик | Кумулятивные выбросы (Гт CO₂-экв, включая CO₂ и CH4) к 2100 году | Эффект |
| ----------------------------------------------------------- | ----------------- | ---------------------------------------------------------------- | --- |
| Низкие выбросы                                              | 1,6—1,8 °C        | 150—200                                                          | Эмиссии продолжаются веками после начала таяния вечной мерзлоты, даже если температура постепенно снижается. Будущим поколениям придётся разрабатывать и продолжать стратегии удаления CO₂, чтобы стабилизировать температуру.                                                         |
| Оптимистичное выполнение всех текущих обязательств          | 1,9 °C            | 220—300                                                          | Эмиссии сохранятся на протяжении 1—2 веков после достижения пиковых температур. Понадобятся стратегии удаления CO₂. Почвы вечной мерзлоты исчезнут в обширных регионах, что потребует замены практически всей существующей инфраструктуры на вечной мерзлоте.                          |
| Текущие реализованные НДС (Национально определяемые вклады) | 3,1 °C            | 350—400                                                          | Эмиссии сохранятся на протяжении 1-2 веков после достижения пиковых температур. К 2300 году исчезнет более 70 % первоначальной поверхности вечной мерзлоты. Необходима масштабная замена прибрежной и речной инфраструктуры в Арктике из-за эрозии.                                    |
| Рост текущих выбросов                                       | 4—5 °C            | 400—500+                                                         | Эмиссии сохранятся на протяжении 1—2 веков после достижения пиковых температур. Почвы вечной мерзлоты почти полностью исчезнут, ущерб инфраструктуре будет экстремальным, особенно в Сибири и Аляске. Эмиссии будут практически постоянными в рамках человеческих временных масштабов. |

Таким образом, таяние вечной мерзлоты иногда рассматривается в качестве одной из основных точек невозврата в привычной климатической системе. Однако существование глобальной точки невозврата — порога потепления, за пределами которого таяние вечной мерзлоты ускорится и станет самоподдерживающимся, — остаётся предметом споров.
Важным фактором углеродного баланса зоны вечной мерзлоты является поглощение углерода растениями. Более тёплые условия в Арктике и связанные с этим изменения стимулируют рост растений, что означает, что  экосистема потенциально может поглотить больше углерода, чем ранее. Однако неясно, сколько углерода будет удержано растениями, и насколько устойчив этот процесс. Увеличение масштабов, интенсивности и частоты пожаров при продолжающемся потеплении климата повлияет на динамику растительности и таяния вечной мерзлоты, увеличивая вероятность необратимого исчезновения вечной мерзлоты.

## Экономические последствия таяния

### Постройки и инфраструктура
Почти 4 миллиона человек в мире и 70 % существующей инфраструктуры в области вечной мерзлоты находятся в районах с высоким потенциалом таяния приповерхностной вечной мерзлоты. Например, в России более 15 % добычи нефти и 80 % добычи газа сосредоточены в арктических регионах. По разным оценкам, общая стоимость основных фондов, напрямую затронутых вечной мерзлотой, составляет почти 250 млрд долларов США. Кроме того, ещё 10 миллионов человек проживают в районах, где инфраструктура подвержена риску деградации из-за таяния вечной мерзлоты.
Более 75 % всех зданий и сооружений в зоне вечной мерзлоты России построено и эксплуатируется с учётом сохранения мёрзлого состояния грунтов оснований. Чем ниже температура мерзлоты, тем больше несущая способность оснований. При деградации мерзлоты и повышении температуры грунтов резко уменьшаются прочностные характеристики. Например, во время строительства Транссибирской железной дороги комплекс завода по производству паровых двигателей, построенный в 1901 году, начал разрушаться в течение месяца эксплуатации из-за таяния грунта.
К 2006 году региональные СМИ сообщали о почти повсеместных повреждениях в городах Норильского промрайона (около 60 % зданий и сооружений в Игарке, Диксоне, Вилюйске, фактически 100 % в национальных посёлках Таймырского округа, около 40 % в Воркуте). Сюда относились 250 промышленных сооружений с серьёзными деформациями и 100 объектов в аварийном состоянии. Деформации нефтяных, газовых и продуктопроводов, а также различных производств (особенно химических и металлургических) могут привести к колоссальным выбросам загрязнителей в окружающую среду.
В мире существует только два крупных города, построенных в районах сплошной вечной мерзлоты, и оба они находятся в России — Норильск в Красноярском крае и Якутск в Республике Саха. Со времён промышленной революции к 2022 году годовые температуры в регионе выросли более чем на два градуса Цельсия, что вдвое превышает средний мировой показатель. Вырубка лесов и лесные пожары — обе острые проблемы в Якутии — удаляют защитный верхний слой растительности и ещё больше повышают температуру под землёй.
По состоянию на 2021 год непосредственно на арктической вечной мерзлоте было расположено 1162 поселения, в которых проживает около 5 миллионов человек. К 2050 году ожидается таяние слоя вечной мерзлоты под 42 % этих поселений, что затронет до 3,3 миллиона человек. На Северо-Западных территориях Канады ущерб от исчезновения вечной мерзлоты ежегодно превышает 50 млн долларов. На Аляске совокупные расходы на восстановление инфраструктуры из-за затоплений и таяния вечной мерзлоты могут составить 5,5 млрд долларов США с 2015 по 2099 год.
Одним из крупных неарктических регионов вечной мерзлоты является Цинхай-Тибетское нагорье, где расположено более 9389 км дорог, 580 км железных дорог и 2631 км линий электропередач, а общая площадь зданий в регионе превышает 1 млн м². Скорость потепления в регионе в 2000—2020 годах вдвое превышает среднемировой показатель. Деградация вечной мерзлоты может серьёзно угрожать стабильности инфраструктуры и благосостоянию 10 млн человек, проживающих на этой территории. Оцениваемые затраты на поддержание инфраструктуры и построек составят к 2090 году 6,3 млрд долларов. Контроль глобального потепления до уровня ниже 1,5 °C сократит затраты на 1,32 миллиарда долларов.
К 2022 году здания и дороги, построенные на вечной мерзлоте во всём мире, уже были заметно повреждены из-за её таяния. До 80 % зданий в некоторых российских городах, таких как Якутск и Норильск, и около 30 % дорог на Тибетском плато имеют повреждения из-за деградации вечной мерзлоты. По некоторым оценкам, к 2050 году почти 70 % мировой инфраструктуры на вечной мерзлоте, включая 30—50 % «критической» инфраструктуры, будет подвержено высокому риску. Сопутствующие расходы могут достичь десятков миллиардов долларов ко второй половине столетия.
Общий ожидаемый ущерб от деградации вечной мерзлоты только для жилой и промышленной инфраструктуры в российской Арктике к 2050 году составит около 70-100 млрд долларов США, а в целом он может достичь 132 млрд долларов США.

### Коренные народы
Около 5 миллионов живут на циркумполярной вечной мерзлоте в таких странах, как Канада, Финляндия, датская Гренландия, Исландия, Норвегия, Россия, Швеция и Соединённые Штаты. Таяние вечной мерзлоты повышает уязвимость арктических сообществ и коренных народов, так как приводит к разрушению домов, инфраструктуры и нарушению цепочек поставок продовольствия. Например, в 2006 году стоимость адаптации домов инуитов к таянию вечной мерзлоты оценивалась в диапазоне от 208 до 1000 долларов за квадратный метр.
К другим рискам, связанным с таянием вечной мерзлоты, относятся желудочно-кишечные заболевания из-за ухудшения качества поверхностных вод, вспышки ранее замороженных болезней (например, сибирской язвы), а также попадание ртути в пищевые цепи и системы водоснабжения.

### Экологические последствия
Микроорганизмы, вирусы, экосистемы
С начала 2000-х годов появляется все больше доказательств, что вечная мерзлота является резервуаром древних микроорганизмов и вирусов, которые способны выживать в ней тысячелетиями. Так, на 2020 год самому старому штамму вируса, обнаруженному в вечной мерзлоте и сохранившему свою активность, было почти 48 500 лет. Учёные предполагают, что на глубинных уровнях мерзлоты могут находиться вирусы возрастом до миллиона лет, намного старше человека как вида.
Некоторые специалисты выражают обеспокоенность, что таяние вечной мерзлоты может привести к высвобождению древних бактерий, грибов и вирусов. Согласно оценкам 2004 года, ежегодно из льда высвобождается от 1017 до 1021 жизнеспособных микробных клеток.  Многие виды ещё недостаточно изучены, и их потенциальная патогенность вызывает опасения. Некоторые учёные сомневаются, что «размороженные» вирусы могут распространиться достаточно широко, чтобы повлиять на здоровье человека. Они считают, что опасения о патогенности древних вирусов «растягивают научную рациональность до предела».
В 2014 году учёные из Медицинского центра Эразма в Роттердаме обнаружили активные вирусы в Сибири, способные заражать одноклеточные организмы, несмотря на тысячелетнее пребывание в вечной мерзлоте. Один из таких вирусов, Pithovirus sibericum, длиной 1,5 микрометра, схож по размеру с небольшой бактерией. Этот вирус реплицируется в цитоплазме хозяина, а не захватывает его ядро, как большинство вирусов. Только треть его белков схожа с белками других вирусов. В 2023 году были выявлены несколько вирусных штаммов из семи различных мест в Сибири, способных заражать клетки. Учёные также обнаружили геномные следы поксвирусов и герпесвирусов, известных человеческих патогенов.

### Оползни
На больших высотах и в крутых горных районах таяние вечной мерзлоты увеличивает риск камнепадов и оползней. С 1967 года в европейских Альпах наблюдается рост числа каменных лавин объёмом более 106 м³, таких как лавина с ледника Бренва в итальянской долине Аоста (январь 1997 г.), оползень Валь Пола (июль 1987 г., 22 жертвы) и оползень с Пунта-Турвизер (сентябрь 2004 г.). В горных регионах таяние вечной мерзлоты также приводит к оползням из грязевого льда (англ. frozen debris lobes), которые медленно движутся по склонам и угрожают инфраструктуре. Например, в 2022 году оползни на южном хребте Брукс в Аляске покрыли старое шоссе Далтон, и до 2023 года была построена новая дорога на расстоянии около 100 метров.
Влияние на речной сток и океаны
Таяние вечной мерзлоты приводит к образованию термокарстов, которые делают почву более уязвимой для оползней и эрозии. Это может изменить течения рек и ручьёв, а также ухудшить качество воды. С 1984 по 2013 год деградация вечной мерзлоты из-за потепления привела к значительным изменениям режима речного стока в речных бассейнах южной Сибири.
Таяние твёрдой почвы увеличивает дренаж водохранилищ на северных водно-болотных угодьях, что может привести к их высыханию и поставить под угрозу выживание растений и животных, обитающих в этих экосистемах.
За последние 70 лет сток в Северный Ледовитый океан увеличился примерно на 7 %. Прогнозы показывают, что к 2100 году он увеличится ещё на 28 %, преимущественно из-за роста количества осадков, превышающего увеличение испарения. Около 15 % этого прироста связано с оттаиванием вечной мерзлоты. Таяние подземных льдов и усиленное дренирование воды в мировой океан способствуют повышению уровня моря, что может привести к затоплению многих низменных территорий. Повышение опреснённости морей и оттаивание Арктического бассейна могут сместить границы постоянных льдов на север и отклонить ось летних циклонов, что приведёт к изменению режима осадков на континентах и возможному опустыниванию больших территорий.

### Экологические катастрофы
В Арктике обнаружено 13 % неразведанных запасов нефти и 30 % природного газа в мире. Регион также используется для захоронения опасных отходов, включая химикаты и отходы как действующих, так и закрытых промышленных и военных предприятий, отработанное ядерное топливо из реакторов и радиоактивные отходы от испытательных взрывов и аварий времён Холодной войны, буровые растворы и жидкости, хвосты шахт, содержащие токсичные металлы, выкопанные и сброшенные радиоактивные материалы и разлитое топливо, свинец, мышьяк, ПХБ и пестициды. Например, исследование 2018 года в Geophysical Research Letters показало, что вечная мерзлота хранит около 56 миллионов литров ртути — почти вдвое больше, чем в океане, атмосфере и других почвах вместе взятых. К 2100 году концентрации ртути в реке Юкон из-за таяния вечной мерзлоты могут увеличиться на 14—200 %.
По мере таяния вечной мерзлоты почва оседает, что может привести к деформации резервуаров или их опор. При деградации мерзлоты опасные вещества могут загрязнить почвы, локальные водоёмы и, в конце концов попасть, в океанические бассейны.
К 2024 году опасные вещества хранятся или обрабатываются в 4500 точках вечной мерзлоты по всему миру. Эти объекты привели к загрязнению в 13-20 местах Арктики. Большинство из них (около 70 %) находятся в России, около 18 % — в США и Канаде, остальные — в Гренландии и Шпицбергене. По оценкам учёных, к концу века четверть этих загрязнённых участков высвободит опасные вещества в воздух и воду, и те после попадать в пищевые цепи.
Российская Арктика на 2021 год таяла в 2,5 раза быстрее, чем мерзлота в остальном мире. Уже сейчас около 45 % месторождений в российской Арктике расположены в регионах с нестабильным грунтом, что повышает риск техногенный аварий. В 2020 году Так, из-за ошибок управления и повышения температуры 29 мая 2020 года обрушился резервуар с дизельным топливом, принадлежащий дочерней компании российского металлургического гиганта «Норникель». В результате около 21 000 тонн нефти загрязнило почвы и водотоки  недалеко от Норильска. Российские власти признали крупнейший в мировой истории разлив топлива на арктической электростанции.

## Экосистемы вечной мерзлоты
Только растения с неглубокими корнями могут выживать в условиях вечной мерзлоты. В таких регионах распространены лишайники, мхи, травянистые растения (осока, пушица) и низкорослые кустарники (карликовая берёза, ива, чёрная ель).
Вечная мерзлота не является полностью негостеприимной для микроорганизмов. Их количество может сильно варьироваться: от 1 до 1000 миллионов на грамм почвы. Структуры микробного сообщества активного слоя почвы и 2-метровой вечной мерзлоты были очень похожи, причём доминирующим типом были актинобактерии. Также жизнеспособными обитателями вечной мерзлоты являются анаэробные организмы, принадлежащие к Euryarchaeota. Однако микробиология вечной мерзлоты по-прежнему остаётся относительно малоизученной.
Большинство бактерий и грибов, обнаруженных в вечной мерзлоте, невозможно культивировать в лабораторных условиях (обычно более 99 % от общего числа клеток). Но микроорганизмы могут быть идентифицированы с помощью методов на основе РНК. Например, анализы [позволили выявить разнообразие архей в вечной мерзлоте Арктики различного возраста (до 32000 лет), представленное филумами Euryarchaeota, Bathyarchaeota, Thaumarchaeota и Woesearchaeota. Микробное разнообразие образца многолетнемёрзлого грунта Канады представлено 42 филотипами, принадлежащими к филумам Actinobacteria, Firmicutes, Gemmatimonadetes и Planctomyces. Анализ генов из образцов вечной мерзлоты позднего плейстоцена в Колымской низменности Восточной Сибири выявил восемь филотипов, которые принадлежали к типам Actinomycetota и Pseudomonadota.
В 2012 году российским учёным удалось вырастить образец цветка Смолёвка узколистая из 30-тысячелетней ткани, найденной в норе белки ледникового периода в сибирской вечной мерзлоте. Это самая старая растительная ткань из когда-либо возрождённых. Полученное растение было фертильным, давшее белые цветы и жизнеспособные семена.

## Меры по сохранению
По состоянию на 2014 год существовали две глобальные сети отслеживали состояние вечной мерзлоты: сеть Глобальная наземная сеть вечной мерзлоты измеряет температуру вечной мерзлоты на разных глубинах в 860 скважинах, а сеть Circumpolar Active Layer Monitoring (CALM) измеряет толщину активного слоя на 260 участках.
Таяние вечной мерзлоты связано с широким спектром проблем, и Международная ассоциация по вечной мерзлоте (IPA) существует для того, чтобы исследовать потенциальные последствия и пути сдерживания. Учёные подчёркивают необходимость комплексного мониторинга вечной мерзлоты. IPA созывает международные конференции по вечной мерзлоте и поддерживает Глобальную наземную сеть по вечной мерзлоте, которая занимается специальными проектами, такими как подготовка баз данных, карт, библиографий и глоссариев, а также координирует международные полевые программы и сети. В России в июне 2023 года было также объявлено о создании системы мониторинга вечной мерзлоты.
Исследователи отмечают, что необходимо лучшее понимание процессов в ландшафтах вечной мерзлоты необходимо для достижения Целей устойчивого развития Организации Объединённых Наций: 13 — «Борьба с изменением климата»; и 15 — «Жизнь на суше». Это требует большего количества наблюдений и более тесной интеграции моделей и наблюдений. Помимо наземных локальных миссий, к 2022 году была запущена миссия Copernicus Hyperspectral Imaging Mission в рамках большой научной программы «Коперник» Европейского космического агентства (ESA), которая картирует изменения в почвенном покрове и помогает контролировать свойства почвы и качество воды. Миссия НАСА Surface Biology and Geology (SBG) также использует спутниковую спектроскопию изображений для сбора данных о районах исследований, включая растения и их здоровье.
Для привлечения внимания к проблеме загрязнения вечной мерзлоты в Арктике были созданы:
- Арктический совет (межправительственный форум Канады, Дании, Финляндии, Исландии, Норвегии, России, Швеции и США) и его подгруппа, Программа арктического мониторинга и оценки;
- Arctic PASSION (Панарктическая система систем наблюдения: реализация наблюдений для общественных нужд), финансируемая Европейским союзом сеть партнёров, использующая данные и как наземные, так и дистанционные наблюдения для информирования о политике в Арктике;
- Нунатарюк — совместный проект 12 стран по исследованию вечной мерзлоты, финансируемый Рамочной программой ЕС «Горизонт 2020»

Региональные правительства создают программы помощи коренным народам севера. Так, власти Северо-Западных территорий Канады учредили программы Contributing Assistance for Repairs and Enhancements (CARE) и Securing Assistance for Emergencies (SAFE), которые предоставляют долгосрочные и краткосрочные безвозмездные ссуды на помощь с реконструкцией жилья, пострадавшего от таяния вечной мерзлоты.
Предотвращение деградации мерзлоты является важнейшей экологической задачей при хозяйственном освоении Севера. В 2022 году администрация Байдена обязалась выделить $⁢50 млн для начала переселения коренных жителей вечной мерзлоты до наводнения и обрушения здания. В ноябре 2024 года прошла конференция «Нефтегазовая инфраструктура на многолетнемёрзлых грунтах», где масштабные проекты в Арктике назвали одним из главных векторов развития нефтегазовой отрасли. Соответственно, учёные и бизнесмены обсуждали программы по сохранению таких территорий.
Выбор подходов к строительству должен осуществляться с учётом долгосрочных прогнозов температурного режима грунта. Строительные стандарты на Аляске были адаптированы для отражения меняющихся условий и снижения уязвимости инфраструктуры к таянию вечной мерзлоты Среди практических приёмов используются более глубокие сваи, воздух может циркулировать под зданиями, применяется более толстая изоляция, а объекты располагаются на гравийных подушках или других изоляционных материалах. Канадская ассоциация по стандартам (CSA) и её Национальная рабочая группа по вечной мерзлоте разработали Техническое руководство CSA Plus 4011-10 по инфраструктуре в вечной мерзлоте: Руководство по адаптации к изменению климата, которое напрямую включало прогнозы изменения температуры климата из ансамбля моделей изменения климата.